# ChEMBL
ChEMBL або ChEMBLdb — це ручна курирувана база хімічних молекул з біоактивними  властивостями.
Вона підтримується Європейським Інститутом Біоінформатики (EBI), Європейською Лабораторією Молекулярної Біології (EMBL), розташовується у Wellcome Trust Genome Campus, Хінкстон, Велика Британія.
База даних спочатку була відомою як StARlite, була розробленою біотехнологічною компанією під назвою Inpharmatica Ltd. пізніше була придбана компанією Galapagos NV. Дані було придбано для EMBL у 2008 році завдяки премії від «Веллком Траст», внаслідок чого була створена група ChEMBL хемогломерів в EMBL-EBI під керівництвом Джона Олінгтона.

## Сфера застосування та доступ
База даних ChEMBL містить дані біологічної активності речовин по відношенню до лікарських цілей. Біоактивності повідомляються у даних Ki, Kd, IC50 і EC50. Дані можуть бути відфільтровані і проаналізовані для розробки бібліотек речовин для скрінінгу, щоб провести ідентифікацію під час відкриття лікарських препаратів.
У січні 2010 року запустили другу версію бази даних ChEMBL (ChEMBL_02), яка також включала 2,4 мільйони вимірювань біотестувань, які охоплюють 622824 сполук, в тому числі 24 тисячі природних продуктів. Ця інформація була отримана від аналізу понад 34000 публікацій із понад дванадцяти жірналів лікарської хімії. Охоплення ChEMBL доступними даними біологічних активностей стає «найповнішою із коли-небудь бачених публічних баз даних». У жовтні 2010 року була запущена  восьма версія баз даних ChEMBL (ChEMBL_08), яка містила 2,97 мільйони вимірювань біотестувань, які охоплюють 636,269 сполук.
У ChEMBL_10 було додано підтверджуючі аналізи PubChem, для того, щоб інтегрувати дані, порівнюючи з типом і класом даних, що містяться в даних ChEMBL.
Доступ до ChEMBLdb можна отримати через вебінтерфейс або завантажити по FTP. Він відформатований таким чином, щоб піддатися комп'ютеризованій обробці даних, і намагається стандартизувати роботу між різними виданнями, щоб виконати порівняльний аналіз. До бази даних ChEMBL також інтегровані інші масштабні хімічні ресурси, у тому числі PubChem, і система ChemSpider від Королівського хімічного товариства.

## Споріднені ресурси
На додаток до бази даних, група ChEMBL розробили також інструменти та ресурси для пошуку даних. Це також включає Кіназа SARfari, інтегрований хемогенетичний робочий інструмент спеціалізований на кіназах. Система включає і поєднує послідовність, структуру, речовини та відбір даних.
GPCR SARfari подібний робочий інструмент спеціалізований на рецепторах gpcr, і ChEMBL-NTD (бази даних ChEMBL-Neglected Tropical Diseases — Забуті тропічні хвороби) — це відкритий репозитарій первинного скринінгу та даних медичної хімії, орієнтованих на ендемічні тропічні хвороби в регіонах Африки, Азії, Північної та Південної Америки. Основна мета даних ChEMBL-NTD є надання вільного доступу і постійний архів та центр розповсюдження даних, які зберігаються.
У липні 2012 року відбулася презентація нової служби даних з малярії, завдяки спонсорській допомозі від проекту Medicines for Malaria Venture (ММВ [Архівовано 3 жовтня 2020 у Wayback Machine.]), призначена для дослідників по всьому світу. Дані цієї служби включають речовини з набору Malaria Box, а також інших пожертвуваних даних по малярії, які містяться в базі даних ChEMBL-NTD.
myChEMBL [Архівовано 10 червня 2015 у Wayback Machine.] — це віртуальна машина бази даних ChEMBL, цей ресурс було представлено у жовтні 2013 року, щоб надати користувачам доступ до повної та безкоштовної, простої в установці інфраструктури хемоінформатики.
В грудні 2013 року, операції бази патентної інформатики SureChem були передані EMBL-EBI. Пакет даних SureChem були перейменовані на SureChEMBL.
У 2014 було введено новий ресурсу ADME SARfari — інструмент для прогнозування та порівняння міжвидових цілей ADME.